# Gijón (Comarca)
Die Comarca Gijón (spanisch Comarca de Gijón, asturisch comarca de Xixón) ist eine von acht Comarcas (Verwaltungseinheit) der Autonomen Region Asturien. Verwaltungssitz der Comarca ist Gijón. Zur Comarca gehören folgende drei Concejos:

## Gemeinden
| Gemeinde      | Einwohner (2024) | Fläche km² | Dichte Einw./km² | Cod INE | Postleitzahl |
| ------------- | ---------------- | ---------- | ---------------- | ------- | ------------ |
| Carreño       | 10.256           | 66,75      | 154              | 33014   | 33438        |
| Gijón         | 268.561          | 181,71     | 1.478            | 33024   | 33201        |
| Villaviciosa  | 15.342           | 276,23     | 56               | 33076   | 33300        |
| Comarca Gijón | 294.159          | 524,69     | 561              | –       | –            |

1. ↑  Instituto Nacional de Estadística Municipal Register of Spain